# Siphonogorgia intermedia
Siphonogorgia intermedia is een zachte koraalsoort uit de familie Nidaliidae. De koraalsoort komt uit het geslacht Siphonogorgia. Siphonogorgia intermedia werd in 1906 voor het eerst wetenschappelijk beschreven door Thomson & Henderson. 